# Saint Georges libère la Princesse (Donatello)
Saint Georges libère la Princesse (en italien, San Giorgio libera la principessa) est une sculpture en bas-relief sur marbre de 120 × 39 cm, sculptée par Donatello vers 1416-1417. Elle est visible au Musée national du Bargello de Florence.

## Historique
Le bas-relief placé sur le socle de la statue en pied de saint Georges était destiné à l'origine à une niche extérieure d'Orsanmichele (aujourd'hui y figure une copie de l'ensemble puisque l'original est au Bargello depuis 1976).

## Description
C'est un exemple typique du Stiacciato de Donatello : bien qu'exprimée en bas-relief, sa scène comporte une perspective (façades fuyantes des monuments à droite et à gauche).

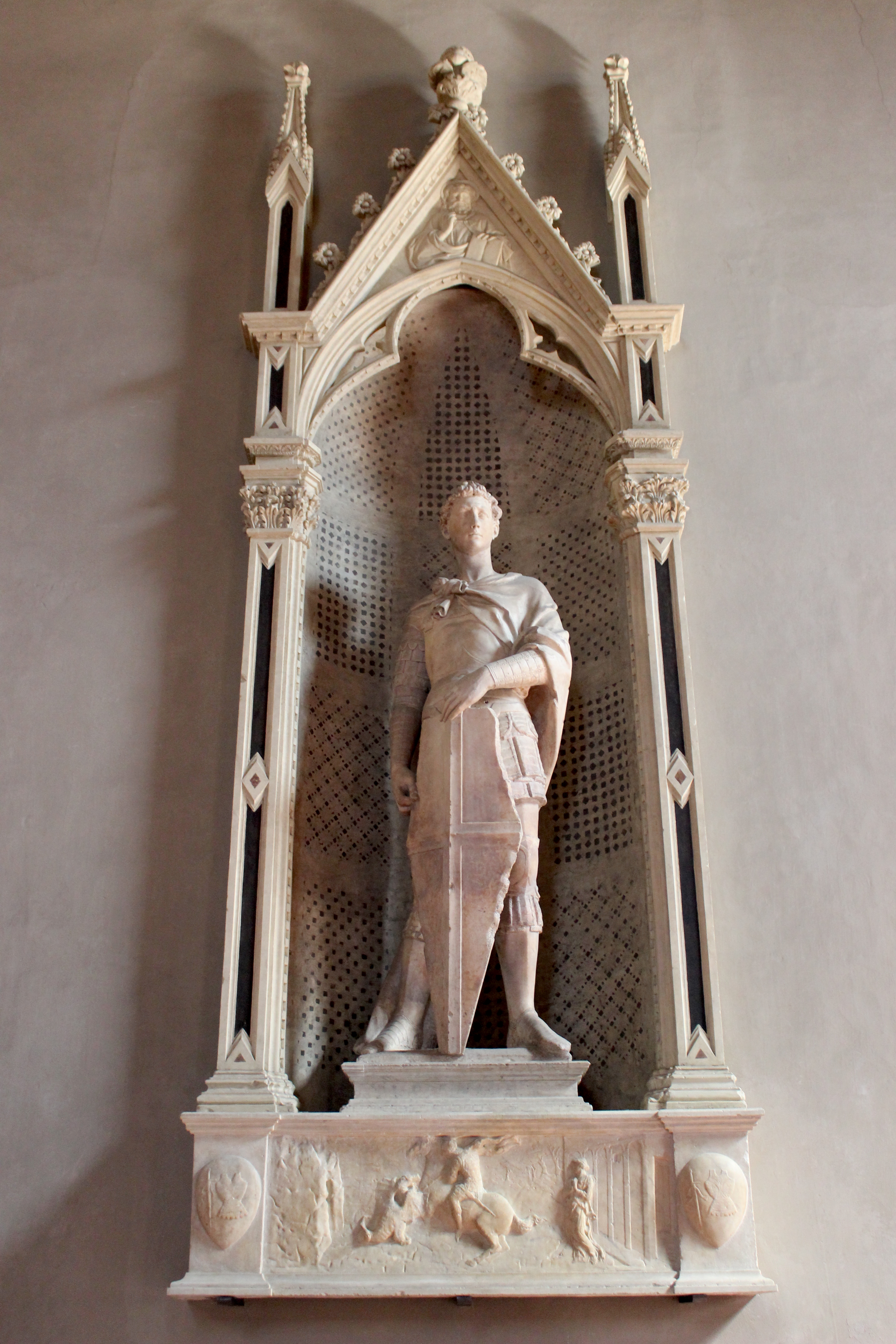
Original de la statue de saint Georges dont le bas-relief figure sur le socle (Bargello).